# ديفيد هولت (لاعب كريكت)
ديفيد هولت (29 ديسمبر 1981 في المملكة المتحدة - ) (بالإنجليزية: David Holt)‏ هو لاعب كريكت بريطاني. لعب مع Loughborough MCC University ‏.